# Ruben Brekelmans
Ruben Brekelmans, né le 18 juillet 1986 à Leidschendam, est un homme politique néerlandais, membre du Parti populaire pour la liberté et la démocratie (VVD).
De 2021 à 2024, il est représentant à la Seconde Chambre.
Il occupe le poste de ministre de la Défense dans le cabinet du Premier ministre Dick Schoof depuis 2024. 

## Jeunesse et carrière
Il est né en 1986 à Leidschendam, situé près de La Haye, et grandit dans le village de Kaatsheuvel, dans le Brabant-Septentrional,. Brekelmans devient membre de l'Organisation de jeunesse Liberté et Démocratie (JOVD), l'organisation de jeunesse indépendante du VVD, à l'âge de dix-sept ans. Il étudie l'économie à l'Université de Tilbourg, la politique mondiale à la London School of Economics et obtient une maîtrise en administration publique en 2015 à la Harvard Kennedy School,,.
Après avoir obtenu son diplôme de Harvard, Brekelmans accepte un emploi de consultant en stratégie au bureau d'Amsterdam du Boston Consulting Group,. Il est ensuite assistant politique du secrétaire d'État à la Justice et à la Sécurité Mark Harbers et continue à travailler au ministère de la Justice et de la Sécurité en tant que directeur du programme Adaptive Asylum System après la démission de Harbers en mai 2019,,. Brekelmans quitte le ministère en octobre 2020 pour devenir directeur du programme Insight on Quality au ministère des Finances,,. Parallèlement à son travail, il est président du réseau thématique du VVD sur les affaires internationales entre 2017 et 2021, et il fait partie du comité qui rédige le programme électoral de son parti pour les élections au Parlement européen de 2019,.

## Chambre des députés
Brekelmans est trentième sur la liste du VVD aux élections générales de 2021 et est élu à la Chambre des représentants avec 1 539 voix de préférence. Il prête serment le 31 mars et devient porte-parole de son parti pour la politique étrangère, la politique culturelle internationale et les prolongations des missions étrangères. La migration est ajoutée plus tard à ses compétences. Lors du renforcement militaire russe en prévision de l'invasion de l'Ukraine en 2022, Brekelmans préconise l'envoi d'armes à l'Ukraine et continue à plaider pour des sanctions fortes après le début de l'invasion, y compris la fermeture de l'espace aérien de l'Union européenne aux avions de ligne russes,. De plus, Brekelmans est favorable à une augmentation rapide des dépenses militaires néerlandaises afin que son budget respecte la norme de l'OTAN de 2 % du PIB, et il souhaite une plus grande coopération en matière de sécurité, de défense et de migration au sein de l'Union européenne, bien qu'il soit opposé à une armée européenne,.
Peu après l'effondrement du quatrième cabinet Rutte résultant de désaccords sur la réforme de l'immigration, Brekelmans se prononce en faveur d'une coopération avec le Parti pour la liberté (PVV), notamment en tant que partenaire de confiance pour un gouvernement minoritaire. Le VVD et son leader Mark Rutte avaient écarté le PVV pendant des années en raison de l'échec de la coalition au début des années 2010 et de ses positions anti-immigration et anti-islam. Brekelmans déclare qu'il maintient les objections de son parti contre le PVV, mais que leur soutien pourrait être nécessaire pour résoudre les problèmes d'immigration. Il suggère que l’afflux annuel d’immigrants devrait être réduit d’au moins 50 000,. Après les élections générales de 2023, Brekelmans est le porte-parole de son parti pour les affaires étrangères (hors Europe) et les migrations.

## Ministre de la Défense
Après que le PVV, le VVD, le NSC et le BBB aient formé le cabinet Schoof, Brekelmans prête serment comme ministre de la Défense le 2 juillet 2024, succédant à Kajsa Ollongren,. En septembre 2024, Brekelmans et le secrétaire d'État Gijs Tuinmanannoncent une augmentation de 2,4 milliards d'euros du financement annuel des forces armées néerlandaises. Les partis de la coalition conviennent d'augmenter les dépenses de défense pour adhérer à la norme de l'OTAN de 2 % du PIB en réponse à l'invasion russe de l'Ukraine. Le financement supplémentaire servirait à attirer davantage de personnel et à acheter des munitions, 50 chars de combat Leopard 2A8, six avions de combat F-35, deux frégates de lutte anti-sous-marine et plusieurs hélicoptères militaires NH90.